# Wurfholz

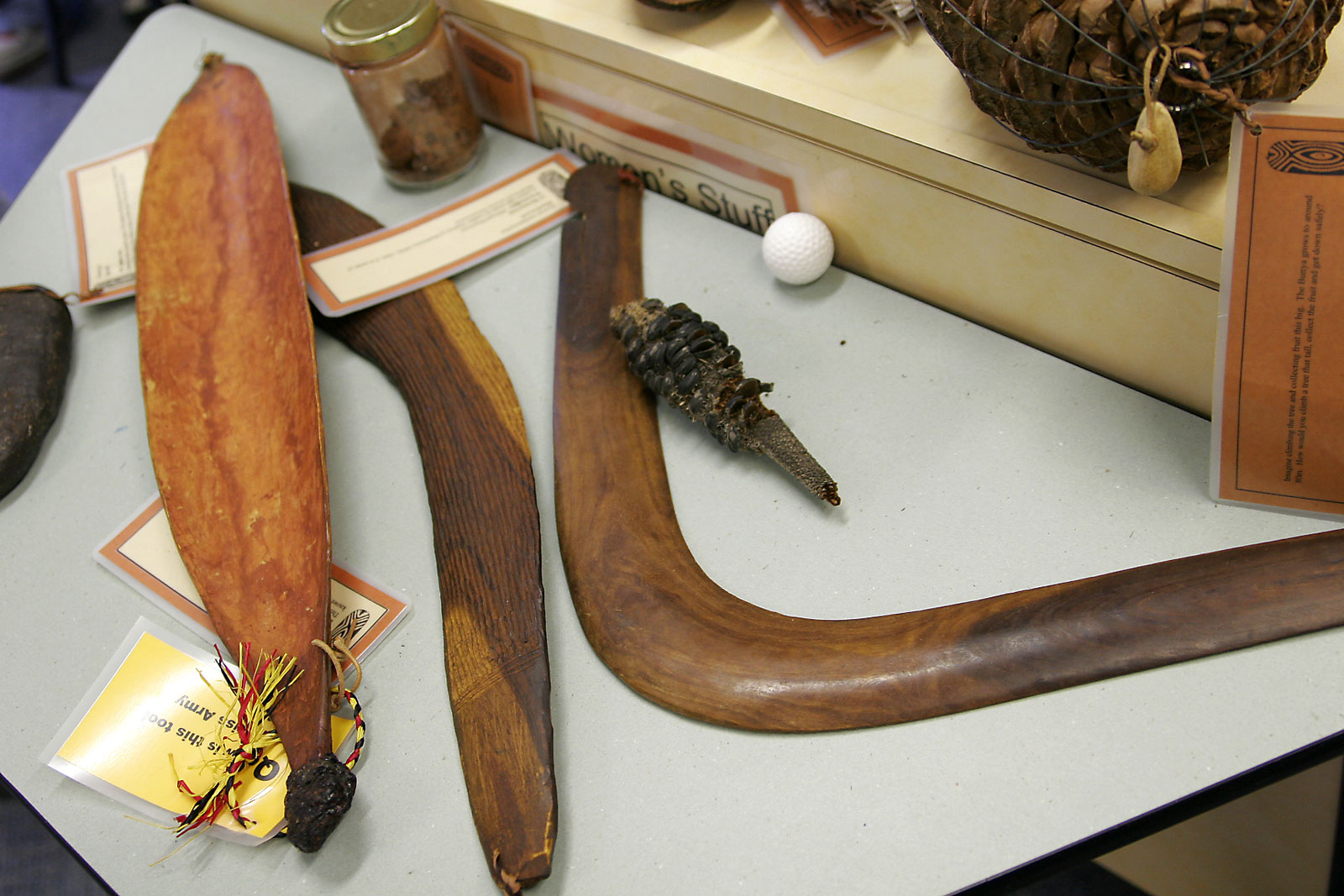
Produkte von Aborigines; von links: Woomera, Wurfholz für die Jagd, rückkehrender Bumerang

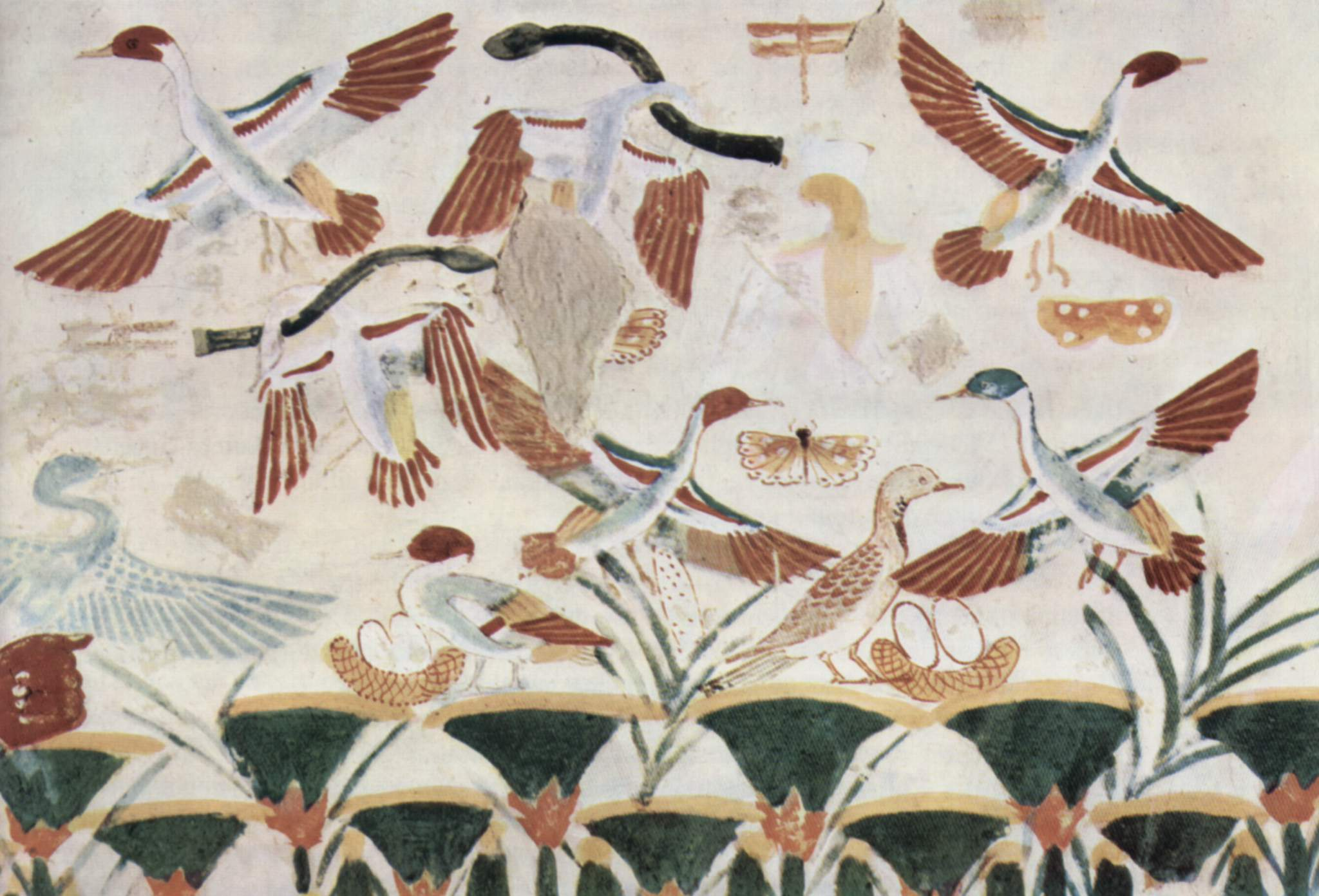
Im alten Ägypten wurden Wurfhölzer zur Vogeljagd eingesetzt

Das Wurfholz ist eine alte Jagdwaffe der Wildbeuter. Schon Affen werfen gelegentlich Stöcke oder harte Früchte von Bäumen herab, um herannahende Raubtiere zu vertreiben. Daher wird angenommen, dass das Wurfholz eine noch ältere Wurfwaffe ist als der Speer.

## Allgemein
Das Wurfholz, ursprünglich als eine Abwehrwaffe oder zum Herunterschlagen von nicht erkletterbaren Früchten und Nüssen genutzt, wurde irgendwann auch als Jagdwaffe verwendet.
Das Wurfholz ist vor allem für die Jagd auf Vögel geeignet. Das sich im Flug drehende Holz kann bei einem Treffer am Kopf den Vogel betäuben oder bei Treffern an den Flügeln durch vorübergehende Lähmung oder das Brechen von Knochen das Wegfliegen verhindern und so die Beute sichern. 
Die Trefferzone des sich drehenden Wurfholzes ist deutlich größer als die eines Speeres, ein großer Vorteil bei kleineren Zielen wie Vögeln. Der Wurfspeer hat jedoch eine höhere Trefferwirkung, so dass man damit größeres Wild erlegen kann.

## Australien
Geübte Werfer können einen Jagdbumerang bis zu 100 Meter weit werfen. Diese Jagdbumerangs wurden von den australischen Ureinwohnern auch als Grabstock, Rhythmusinstrument oder Schlagwaffe verwendet.
Das nur in einer der vielen Sprachen der Aborigines, der Ureinwohner von Australien, verwendete Wort Bumerang / Boomerang bezeichnete dort sowohl das Wurfholz für die Jagd (Jagdbumerang / Hunting Boomerang) als auch das zurückkehrende Wurfholz (Sportbumerang / Returning Boomerang). Ein Bumerang konnte bis 2 kg schwer und 1,30 Meter lang sein.